# 平安桥主教座堂
聖母無染原罪主教座堂，俗稱平安桥主教座堂或平安橋天主教堂，是天主教成都教区的主教座堂，位于四川省成都市青羊区西华门街（原平安桥街）25号。由大、小经堂和主教公馆等建筑组成，建筑面积8508平方米。

## 概述
大体分新旧两座堂，处北边的是旧堂修于20世纪初。1895年，成都发生教案，当时的光大巷主教座堂被毁，于是杜昂主教指派当家神甫骆书雅设计、督造了平安桥主教座堂。直到9年之后的1904年，耗银20万两，才建成现在的主教座堂。主教座堂和主教公署都是木结构，木材选用了贵重的楠木，而整体平面则形成“悚”字形。中式院落布局，主教座堂的正立面则采用罗马风风格的半圆形拱券和科林斯柱式。1996年4月23日区人民政府列为文物保护单位，2003年又加固维修，2007年6月1日公佈為四川省第七批文物保護單位。2013年3月5日列為第七批全國重點文物保護單位。
南面的是新“圣母无原罪堂”，同期教堂周边进行扩街建设，周围附属房屋全部拆除搬迁。新堂落成后就一直担负起举行主日弥撒的任务。另受2008年5月12日汶川大地震影响，教堂主体及附属房严重受损，局部地方墙体裂缝，屋面盖瓦大面积震落，有待逐步修复。

## 圖庫
- 成都平安桥天主堂主教府
- 平安桥主教座堂祭台
- 平安橋主教座堂祭台近照
- 平安桥天主教堂内的耶稣聖心像
- 天主教成都教区主教公署
- 平安桥天主教堂内的圣母山（英语：Lourdes grotto）